# 帕古爾齊
49°41′42″N 28°10′52″E / 49.69500°N 28.18111°E
帕古爾齊（烏克蘭語：Пагурці），是烏克蘭的村落，位於該國西南部文尼察州，由赫梅利尼克區負責管轄，始建於1650年，面積1.37平方公里，海拔高度262米，2001年人口604，人口密度每平方公里440.88人。